# João Santana
João Cerqueira de Santana Filho (Tucano, 5 de enero de 1953) es un periodista, escritor y publicitario brasileño. Es considerado como uno de los más importantes consultores políticos de Brasil y, entre ellos, el de mayor proyección internacional.

## Carrera
Antes de dedicarse al marketing político, fue periodista político de éxito, con pasajes por algunos de los más importantes vehículos comunicacionales de Brasil, en las redacciones de los periódicos El Globo y Periódico de Brasil, en las redacciones de la revista Vea, y reportero en IstoÉ.
Más tarde, comandó el marketing victorioso de ocho elecciones presidenciales, lo que le confiere un local destacado en el ranking mundial de su actividad. Coordinó el marketing de las campañas de Lula da Silva (2006) y Dilma Roussef (2010 y 2014), en Brasil; Hugo Chávez (2012) y Nicolás Maduro (2013), en Venezuela; Mauricio Funes, en El Salvador; Danilo Medina, en la República Dominicana; José Domingo Arias (2014), en Panamá; y José Eduardo Santos, en Angola. Tres de estas victorias fueron conseguidas un mismo año (2012), un hecho inédito en el marketing político internacional. Además de estos pleitos presidenciales, comandó decenas de campañas para gobernador, alcalde, senador y diputados en Brasil y en la Argentina.En el periodismo
Licenciado en Comunicación Social por la Facultad de Comunicación de la UFBA , al inicio de su carrera João Santana fue reportero del Jornal da Bahia [ 9 ] y de la Tribuna da Bahia , además de creador y director de los tabloides alternativos Boca do Inferno e Invasão , en 1976.
Los principales cargos que desempeñó en esta área fueron los de Jefe de la Filial Bahía-Sergipe del periódico O Globo (1978-1982), Jefe de la Filial Bahía de la revista Veja (1982-1984), Jefe de la Redacción en Brasilia del Jornal do Brasil (1985-1986) y Director de la Filial Brasilia de la revista IstoÉ , donde ganó el Premio Esso de Reportaje de 1992 , con el artículo « Eriberto - Testigo Clave », decisivo para el impeachment del presidente Fernando Collor lo que le valió amenazas que lo obligaron a marchar a Suiza.
Ha ganado varios premios periodísticos, el más importante de ellos el Premio Esso de 1992, como uno de los autores del reportaje Eriberto: Testifica Llave, decisiva para el proceso de destitución del presidente Fernando Collor.
Fuera de la actuación política, como escritor, publicó la novela titulada Aquele Sol Negro Azulado.

## Denuncias de corrupción
En 22 de febrero de 2016, en la 23.ª fase de la Operación Lava Jato, la Justicia Federal ordenó el ingreso en prisión del publicitario asestando su relación con el esquema de corrupción instalado en Petrobras. 
En 23 de febrero João Santana desembarcó en el Aeropuerto de Cumbica, en Guarulhos, São Paulo un día después de tener la prisión decretada por la justicia. El mismo día fue llevado junto con su esposa Mônica que también tuvo el mandado de prisión para Superintendência de la Policía Federal en Curitiba donde llegaron aún en la parte de la mañana, las 11h40m.
El 3 de marzo de 2016, nuevos documentos obtenidos por la Policía Federal mostraron que el publicista recibió de la Odebrecht en Brasil cerca de R$ 21,5 millones, después del pleito de 2014. Las hojas de cálculo fueron usadas por la PF para justificar la prisión temporal – cuando hay un periodo delimitado para la detención – para la preventiva, cuando no hay plazo para la libertad. [cita requerida]
- Las Brazil’s Influence Expands, So Does a Campaign Strategist’s Success, 5 de abril de 2013, New York Times